# Paulamys naso
Paulamys naso är en däggdjursart som först beskrevs av Guy G. Musser 1981.  Paulamys naso är ensam i släktet Paulamys som ingår i familjen råttdjur. Inga underarter finns listade i Catalogue of Life.
Denna gnagare förekommer endemisk på ön Flores i Sydostasien. Den hittades där i bergstrakter som är 1000 till 2000 meter höga. Habitatet utgörs av bergsskogar.
Arten beskrevs 1981 efter kvarlevor som hittades i en grotta. Senare upptäcktes även levande individer. De har en kroppslängd (huvud och bål) av cirka 16,5 cm och en svanslängd av ungefär 11,5 cm. Vikten ligger vid 120 gram. Pälsen har på ryggen en brun färg med olivgröna fläckar och buken är ljusgrå. Kännetecknande är även den spetsiga nosen.
Paulamys naso vistas främst på marken och den har daggmaskar, snäckor, svampar och nedfallna frukter som föda.
IUCN kategoriserar arten på grund av det begränsade utbredningsområde globalt som starkt hotad (EN).